# Kremlin Cup 2006
Der Kremlin Cup 2006 war ein Tennisturnier der WTA Tour 2006 für Damen und ein Tennisturnier der ATP Tour 2006 für Herren im Olimpijski in Moskau und fanden zeitgleich vom 7. bis zum 15. Oktober 2006 statt.